# Andrzej Tadeusz Kijowski
Andrzej Tadeusz Kijowski, est né le 15 juillet 1954 à Cracovie. Critique de l'art théâtral et esthéticien polonais, il excelle aussi dans la critique littéraire pure ; il est aussi poète et journaliste polonais. Il est Commandeur de l'Ordre Polonia Restituta (2022)

## Biographie
En 1976 il est licence ès lettres de l'université de Varsovie. En 1980 il est diplômé docteur en philosophie et sociologie de l'Académie polonaise. C’est le fils de l'écrivain Andrzej Kijowski.
Durant les années 1976-1989, il participa à l'opposition démocratique polonaise et collabora au mouvement d'opposition KOR - Comité de défense des ouvriers (Komitet Obrony Robotników) ; il prit part aux activités clandestines de la Maison d'Édition Indépendante "NOWa" (Niezależna Oficyna Wydawnicza).
Dans les années 1990-1994, il participa à la renaissance des nouvelles autorités locales.
De 1992-1995, il travailla pour une télévision indépendante polonaise : « Nouvelle Télévision de Varsovie » (NTW) dans les chaînes « Polonia1 » où il créa quelque 250 programmes télévisés. Il fonda le « Concours des théâtres de guinguette » (Konkurs Teatrów Ogródkowych) à Varsovie, ainsi que le festival artistique « Les Jardins de Frascati ».
Il est membre de l'Association des écrivains polonais, de l'Association des journalistes polonais et de l'Association pour la liberté de parole.[réf. nécessaire]
Andrzej Tadeusz Kijowski habite à Varsovie.[réf. nécessaire]

## Ouvrages publiés
- Une prise théâtrale (Chwyt teatralny), Wydawnictwo Literackie, Cracovie 1982  (ISBN 83-08-00954-9).
- Théorie du théâtre (Teoria teatru), Ossolineum, 1985  (ISBN 83-04-01935-3).
- Séparation. Les SMS poétiques (Separacje. SMS-y poetyckie), édité à compte d'auteur, Varsovie 2005  (ISBN 83-923292-5-2).
- Mœurs des quinze années d'Interalliés 1989-2004 („Opis obyczajów w 15-leciu międzysojuszniczym 1989-2004) , AnTraKt éditeur, Varsovie 2010, vol. I-IV.
  - Révélation du drame (Odsłanianie dramatu) vol. I  (ISBN 978-83-923292-6-8).
  - Et maintenant, concrètement (A Teraz Konkretnie) vol. II  (ISBN 978-83-923292-7-5).
  - Le théâtre est un lieu de rencontre (Teatr to miejsce spotkania).vol.III-IV.
    - Le Paradoxe des guinguettes (Paradoks o ogródkach) vol. III  (ISBN 978-83-923292-8-2).
    - Thea signifie vision (Thea to znaczy widzenie) vol.IV  (ISBN 978-83-923292-9-9).
- Organisation de la culture dans la société civile dans le contexte de l'économie de marché.  Temps de culture 1789-1989.(Organizacja kultury w społeczeństwie obywatelskim na tle gospodarki rynkowej. Czasy kultury 1789-1989)[1]. (Varsovie, Neriton éditeur 2015,  (ISBN 978-83-7543-394-4)). Titre subventionné par le ministère polonais des Sciences et de l'Enseignement supérieur.

## Sources
- Who is Who w Polsce (6e édition,  (ISBN 3-7290-0058-6)) ; Verlag für Personenenzyklopädien AG) - Hübners Who is Who
- Paradoks o ogródkach (Paradoxes sur les guinguettes) - par ROMAN PAWŁOWSKI - Gazeta Wyborcza 27-08.2001

## Décorations et distinctions
Commandeur de l'Ordre Polonia Restituta (2022)